# COMSATBw 2
O COMSATBw 2 é um satélite de comunicação geoestacionário militar alemão construído pelas empresas EADS Astrium e Alcatel Space, ele está localizado na posição orbital de 13 graus de longitude leste e é operado pela MilSat Services GmbH para a Bundeswehr. O satélite foi baseado na plataforma Spacebus-3000B2 e sua expectativa de vida útil é de 15 anos.

## Lançamento
O satélite foi lançado com sucesso ao espaço no dia 21 de maio de 2010 às 22:01 UTC, por meio de um veículo Ariane-5ECA a partir do Centro Espacial de Kourou, na Guiana Francesa, juntamente com o satélite Astra 3B. Ele tinha uma massa de lançamento de 2 500 kg.